# Batan (eiland)

Batan is het belangrijkste eiland van de Batan-eilanden in de Filipijnen. De twee andere grote eilanden van de eilandengroep zijn Itbayat en Sabtang. Het eiland ligt ver ten noorden van Luzon en is een van de noordelijkste eilanden van het land. De gemeente Basco op Batan is de hoofdstad van de provincie Batanes. Het eiland had bij de laatste officiële telling uit 2000 11.173 inwoners verdeeld over 2417 huishoudens.
Het eiland wordt door zijn ligging veelvuldig getroffen door tyfoons.

## Gemeenten
Op het eiland liggen de volgende vier gemeenten:
- Basco
- Ivana
- Mahatao
- Uyugan

## Klimaat
De gemiddelde temperatuur gemeten door het weerstation in Basco is 25,9 graden Celsius. In de maand juli is de gemiddelde temperatuur met 28,9 het hoogst en in januari met 22,1 graden Celsius het laagst. Er valt jaarlijks gemiddeld 2854 millimeter regen. Dit is zo'n 3,6 maal zoveel als de jaarlijkse gemiddelde regenval in de Bilt in Nederland. De maand maart is het gemiddeld het droogst met 75 millimeter regen en de maand augustus het natst met 437 millimeter regen.